# Gardos Károly
Gardos Károly, külföldön Kariel Gardosh (Budapest, 1921. április 15. – Tel-Aviv, 2000. február 28.) magyar származású izraeli karikaturista, újságíró és illusztrátor, Dosh becenéven is ismert. Politikai karikaturistaként dolgozott a Ma'ariv izraeli napilapnál és a Jerusalem Postnál. Legismertebb karaktere, Srulik Izrael nemzeti szimbólumává vált.

## Élete
A Józsefvárosban született Goldberger Károly néven asszimilált zsidó családban. Édesanyja a szüléskor meghalt. A második világháború kitörését követően munkaszolgálatos lett, 1944-ben a bori rézbányába küldték kényszermunkára, míg családja nagy részét az auschwitzi koncentrációs táborban ölték meg. A háború végén csatlakozott a Jugoszláviában harcoló partizánokhoz. 1946 elején feleségével elhagyta Magyarországot, és Franciaországba költözött. A Sorbonne Egyetemen összehasonlító irodalmat tanult.
1948-ban kivándorolt Izraelbe és nevét Karielre változtatta. 1953-ban csatlakozott a Maariv újsághoz, ahol éveken keresztül napi politikai rajzokat készített.
1981 és 1983 között kulturális attaséként dolgozott a londoni Izraeli nagykövetségnél.
Első feleségétől, Shoshana Romantól két gyermeke született: Danielle és Michael. Élettársával, Tova Pardóval élt a 2000. február 28-án bekövetkezett haláláig, melyet szívelégtelenség okozott.

## Díjai, elismerései
- Herzl-díj
- Nordau-díj
- Jabotinsky-díj
- Sokolov-díj